# Europamästerskapen i friidrott 1962
Europamästerskapen i friidrott 1962 var de sjunde Europamästerskapen i friidrott genomfördes 12 september – 16 september 1962 i Belgrad, Jugoslavien.
Vid tävlingarna noterades ett nytt världsrekord i damernas kula och världsrekord tangerades på herrarnas 400 m häck och damernas 400 m. Nya europarekord noterades på herrarnas 400 m häck, slägga samt i damernas kula, 800 m och 4 x 100 m. På 400 meter för damer tangerades europarekordet.
Britten Bruce Tulloh vann herrarnas 5 000-meterslopp löpandes barfota.
Sovjetunionen vann medaljligan för tredje europamästerskapen i rad, klart före Storbritannien, Polen och Västtyskland.

## Förkortningar
- WR = Världsrekord
- ER = Europarekord
- CR = Mästerskapsrekord

## Medaljörer, resultat

### Herrar
| Gren               | Guld                                                                          | Guld         | Silver                                                                         | Silver  | Brons                                                                      | Brons   |
| 100 meter          | Claude Piquemal Frankrike                                                     | 10,4         | Jocelyn Delecour Frankrike                                                     | 10,4    | Peter Gamper Västtyskland                                                  | 10,4    |
| 200 meter          | Owe Jonsson Sverige                                                           | 20,7 (CR)    | Marian Foik Polen                                                              | 20,8    | Sergio Ottolina Italien                                                    | 20,8    |
| 400 meter          | Robbie Brightwell Storbritannien                                              | 45,9 (CR)    | Manfred Kinder Västtyskland                                                    | 46,1    | Hans-Joachim Reske Västtyskland                                            | 46,4    |
| 800 meter          | Manfred Matuschewski Östtyskland                                              | 1.50,5       | Valerij Bulisjev Sovjetunionen                                                 | 1.51,2  | Paul Schmidt Västtyskland                                                  | 1.51,2  |
| 1 500 meter        | Michel Jazy Frankrike                                                         | 3.40,9 (CR)  | Witold Baran Polen                                                             | 3.42,1  | Tomás Salinger Tjeckoslovakien                                             | 3.42,2  |
| 5 000 meter        | Bruce Tulloh Storbritannien                                                   | 14.00,6      | Kazimierz Zimny Polen                                                          | 14.01,8 | Pjotr Bolotnikov Sovjetunionen                                             | 14.02,6 |
| 10 000 meter       | Pjotr Bolotnikov Sovjetunionen                                                | 28.54,0 (CR) | Friedrich Janke Östtyskland                                                    | 29.01,6 | Roy Fowler Storbritannien                                                  | 29.02,0 |
| Maraton            | Brian Kilby Storbritannien                                                    | 2:23.18      | Aurèl van den Driessche Belgien                                                | 2:24.02 | Viktor Baikov Sovjetunionen                                                | 2:24.20 |
| 110 meter häck     | Anatolij Michailov Sovjetunionen                                              | 13,8         | Giovanni Cornacchia Italien                                                    | 14,0    | Nikolai Berezutski Sovjetunionen                                           | 14,2    |
| 400 meter häck     | Salvatore Morale Italien                                                      | 49,2 (WR)    | Jörg Neumann Västtyskland                                                      | 50,3    | Helmuth Janz Västtyskland                                                  | 50,5    |
| 3 000 meter hinder | Gaston Roelants Belgien                                                       | 8.32,6 (CR)  | Zoltan Vamos Rumänien                                                          | 8.37,6  | Nikolai Sokolov Sovjetunionen                                              | 8.40,6  |
| 4 x 100 meter      | Västtyskland Klaus Ulonska Peter Gamper Jochen Bender Manfred Germar          | 39,5 (CR)    | Polen Jerzy Juskowiak Andrzej Zieliński Zbigniew Syka Marian Foik              | 40,2    | Storbritannien Alfred Meakin Ron Jones Berwin Jones David Jones            | 40,4    |
| 4 x 400 meter      | Västtyskland Johannes Schmitt Wilfried Kindermann Jochen Reske Manfred Kinder | 3.05,8 (CR)  | Storbritannien Barry Jackson Kenneth Wilcock Adrian Metcalfe Robbie Brightwell | 3.05,9  | Schweiz Bruno Galliker Jean-Louis Descloux Marius Theiler Hans-Rüdi Bruder | 3.07,0  |
| 20 km gång         | Kenneth Matthews Storbritannien                                               | 1:35.54      | Hans-Georg Reimann Östtyskland                                                 | 1:36.14 | Volodymyr Holubnytjyj Sovjetunionen                                        | 1:36.37 |
| 50 km gång         | Abdon Pamich Italien                                                          | 4:18.56      | Grigorij Panitsjkin Sovjetunionen                                              | 4:24.35 | Don Thompson Storbritannien                                                | 4:29.11 |
| Höjdhopp           | Valerij Brumel Sovjetunionen                                                  | 2,21 (CR)    | Stig Pettersson Sverige                                                        | 2,13    | Robert Sjavlakadze Sovjetunionen                                           | 2,09    |
| Längdhopp          | Igor Ter-Ovanesian Sovjetunionen                                              | 8,19 (CR)    | Rainer Stenius Finland                                                         | 7,85    | Pentti Eskola Finland                                                      | 7,85    |
| Stavhopp           | Pentti Nikula Finland                                                         | 4,80 (CR)    | Rudolf Tomásek Tjeckoslovakien                                                 | 4,60    | Kauko Nyström Finland                                                      | 4,60    |
| Trestegshopp       | Józef Szmidt Polen                                                            | 16,55 (CR)   | Vladimir Gorjajev Sovjetunionen                                                | 16,39   | Oleg Fedosejev Sovjetunionen                                               | 16,24   |
| Kulstötning        | Vilmos Varjú Ungern                                                           | 19,02 (CR)   | Viktor Lipsnis Sovjetunionen                                                   | 18,38   | Alfred Sosgórnik Polen                                                     | 18,28   |
| Diskuskastning     | Vladimir Trusenjev Sovjetunionen                                              | 57,11 (CR)   | Kees Koch Nederländerna                                                        | 55,96   | Lothar Milde Östtyskland                                                   | 55,47   |
| Släggkastning      | Gyula Zsivótzky Ungern                                                        | 69,64 (ER)   | Aleksej Baltovski Sovjetunionen                                                | 66,93   | Jurij Bakarinov Sovjetunionen                                              | 66,57   |
| Spjutkastning      | Jānis Lūsis Sovjetunionen                                                     | 82,04 (CR)   | Viktor Tsybulenko Sovjetunionen                                                | 77,92   | Władysław Nikiciuk Polen                                                   | 77,66   |
| Tiokamp            | Vasilij Kuznetsov Sovjetunionen                                               | 8 026 (CR)   | Werner von Moltke Västtyskland                                                 | 8 022   | Manfred Bock Västtyskland                                                  | 7 835   |

### Damer
| Gren           | Guld                                                                  | Guld        | Silver                                                              | Silver | Brons                                                          | Brons  |
| 100 meter      | Dorothy Hyman Storbritannien                                          | 11,3 (CR)   | Jutta Heine Västtyskland                                            | 11,3   | Teresa Ciepły Polen                                            | 11,4   |
| 200 meter      | Jutta Heine Västtyskland                                              | 23,5 (CR)   | Dorothy Hyman Storbritannien                                        | 23,7   | Barbara Sobotta Polen                                          | 23,9   |
| 400 meter      | Maria Itkina Sovjetunionen                                            | 53,4 (CR)   | Elizabeth Grieveson Storbritannien                                  | 53,9   | Tilly van der Swaart Nederländerna                             | 54,2   |
| 800 meter      | Gerda Kraan Nederländerna                                             | 2.02,8 (ER) | Waltraut Kaufmann Östtyskland                                       | 2.05,0 | Olga Kazi Ungern                                               | 2.05,0 |
| 80 meter häck  | Teresa Ciepły Polen                                                   | 10,6 (CR)   | Karin Balzer Östtyskland                                            | 10,6   | Maria Piatkowska Polen                                         | 10,6   |
| 4 x 100 meter  | Polen Teresa Ciepły Barbara Sobotta Elzbieta Szyroka Maria Piątkowska | 44,5 (ER)   | Västtyskland Erika Fisch Martha Pensberger Maren Collin Jutta Heine | 44,6   | Storbritannien Ann Packer Dorothy Hyman Daphne Arden Mary Rand | 44,9   |
| Höjdhopp       | Iolanda Balaș Rumänien                                                | 1,83 (CR)   | Olga Gere Jugoslavien                                               | 1,76   | Linda Knowles Storbritannien                                   | 1,73   |
| Längdhopp      | Tatjana Sjtjelkanova Sovjetunionen                                    | 6,36 (CR)   | Elzbieta Krzesinska Polen                                           | 6,22   | Mary Rand Storbritannien                                       | 6,22   |
| Kulstötning    | Tamara Press Sovjetunionen                                            | 18,55 (WR)  | Renate Garisch Östtyskland                                          | 17,17  | Galina Sybina Sovjetunionen                                    | 16,95  |
| Diskuskastning | Tamara Press Sovjetunionen                                            | 56,91 (CR)  | Doris Müller Östtyskland                                            | 53,60  | Jolán Kontsek Ungern                                           | 52,82  |
| Spjutkastning  | Elvira Osolina Sovjetunionen                                          | 54,93       | Maria Diaconescu Rumänien                                           | 52,10  | Alevtina Sjastitko Sovjetunionen                               | 51,80  |
| Femkamp        | Galena Bistrova Sovjetunionen                                         | 4 833 (CR)  | Denise Guénard Frankrike                                            | 4 735  | Helga Hoffmann Västtyskland                                    | 4 676  |

## Medaljfördelning
| Medaljfördelning |                 |      |        |       |        |
| Plats            | Land            | Guld | Silver | Brons | Totalt |
| 1                | Sovjetunionen   | 14   | 6      | 10    | 30     |
| 2                | Storbritannien  | 5    | 3      | 6     | 14     |
| 3                | Polen           | 4    | 5      | 5     | 14     |
| 4                | Västtyskland    | 3    | 5      | 6     | 14     |
| 5                | Frankrike       | 2    | 2      | -     | 4      |
| 6                | Italien         | 2    | 1      | 1     | 4      |
| 7                | Östtyskland     | 1    | 6      | 1     | 8      |
| 8                | Rumänien        | 1    | 2      | -     | 3      |
| 9                | Finland         | 1    | 1      | 2     | 4      |
| 10               | Belgien         | 1    | 1      | -     | 2      |
|                  | Sverige         | 1    | 1      | -     | 2      |
| 12               | Ungern          | 1    | -      | 2     | 3      |
| 13               | Nederländerna   | -    | 1      | 1     | 2      |
|                  | Tjeckoslovakien | -    | 1      | 1     | 2      |
| 15               | Jugoslavien     | -    | 1      | -     | 1      |
| 16               | Schweiz         | -    | -      | 1     | 1      |